# William MacDonald (tueur en série)
Pour les articles homonymes, voir William MacDonald et MacDonald.
William McDonald, dit « The Mutilator », né le 17 juin 1924 à Liverpool (Angleterre) et mort le 12 mai 2015 à Sydney (Australie), a été classé comme le premier véritable tueur en série australien. Entre juin 1961 et avril 1963, MacDonald terrorise Sydney avec une série de meurtres.
Le modus operandi de MacDonald est de choisir ses hommes au hasard, de les attirer dans des endroits sombres, de les poignarder des dizaines de fois sur la tête et le cou avec un long couteau, avant de sectionner leurs testicules et leur pénis.

## Biographie
Plusieurs années avant de commettre ses meurtres, MacDonald est enrôlé dans l'armée et transféré aux Fusiliers du Lancashire. Une nuit, MacDonald est violé dans un abri antiaérien par un de ses caporaux. Au départ traumatisé, il conserve cependant plus tard un sentiment positif face à cette expérience.
MacDonald émigre d'Angleterre au Canada en 1949, puis en Australie en 1955. Peu après son arrivée, il est arrêté et inculpé pour avoir touché le pénis d'un détective dans des toilettes publiques. Sa sentence est d'être placé sur un engagement de bonne conduite de deux ans. En 1961, MacDonald déménage à Sydney. Il y trouve un hébergement dans l'Est de la ville et s'y fait connaître pour sa fréquentation des parcs et des toilettes publiques, lieux de rencontre pour les homosexuels.

## Crimes

### Amos Hurst
Les meurtres ont commencé à Brisbane en 1961. MacDonald se lie d'amitié avec un homme de cinquante-cinq ans nommé Amos Hurst en dehors de la gare Roma Street Railway. Après une longue beuverie dans l'un des pubs locaux, ils partent à l'appartement de Hurst, où ils consomment à nouveau de l'alcool. Lorsque Hurst est bien enivré, MacDonald l'étrangle et finit par le tuer d'un coup de poing dans le visage.
Le nom de Hurst est publié cinq jours plus tard dans les colonnes nécrologiques. Bien que la mort soit considérée comme accidentelle, MacDonald craint d'être arrêté par la police.

### Alfred Reginald Greenfield
Le 4 juin 1961, la police est appelée aux Domain Baths de Sydney. Le cadavre d'un homme nu poignardé à plus de trente reprises et les organes tranchés a été retrouvé. Alfred Greenfield devient la deuxième victime revendiquée par le tueur, bientôt surnommé le « Sydney Mutilator ».
La victime est Alfred Reginald Greenfield. Lors de sa rencontre avec MacDonald, celui ci était assis sur un bac du parc de Green Park en face de la route de l'Hôpital St Vincent de Darlinghurst. MacDonald lui offre un verre d'alcool avant de l'attirer aux Bains du Domaine. Il attend alors que Greenfield s'endorme pour le poignarder, sectionnant les artères du cou et infligeant des blessures mortelles. Une fois Greenfiel mort, MacDonald lui détache les testicules et le pénis du scrotum et les jette dans le port de Sydney. 

### Capture, procès et sentence
La police émet un portrait-robot de MacDonald qui est publié dans les journaux de la nation. MacDonald, qui avait pris un emploi sur les chemins de fer de Melbourne, fut immédiatement reconnu par ses collègues, bien qu'il se soit teint les cheveux et fait pousser une moustache. Arrêté en allant chercher son salaire, il est placé en garde à vue.
Interrogé, MacDonald admet les meurtres ainsi que son incapacité à se contrôler. Il justifie ses actes par le viol subit lors de son adolescence, le poussant à se venger sur des victimes choisies de manière aléatoire. Il est alors inculpé de quatre chefs d'assassinats. 
Le procès qui débute en septembre 1963 est l'un des plus médiatisés d'Australie. MacDonald explique, avec forces détails, la façon dont il a perpétré les meurtres expliquant la façon dont le sang l'a éclaboussé, sa façon de castrer ses victimes et ce qu'il faisait par la suite des organes génitaux ainsi obtenus. Ces diverses déclarations mènent à des malaises du côté des jurés. MacDonald plaide cependant la folie afin de s'éviter une peine trop lourde. Il ne montre aucun remords et indique sa volonté de recommencer en cas de remise en liberté. Avant de prononcer la sentence, le juge McLennan chargé de l'enquête affirme n'avoir pas vu de cas d'assassinats aussi barbare et de mépris total de l'humanité depuis de nombreuses années sur le banc.
MacDonald est condamné à la prison à vie. Il meurt le 12 mai 2015 à Sydney au Centre Correctionnel de Sydney Bay. Il a été le détenu le plus ancien dans le système carcéral de Nouvelle-Galles du Sud.